# سن پدرو (آریزونا)
سن پدرو (به انگلیسی: San Pedro) یک منطقهٔ مسکونی در ایالات متحده آمریکا است که در آریزونا واقع شده است. سن پدرو ۸۲۱ متر بالاتر از سطح دریا واقع شده است.